# Керсак
Керсак (рум. Chersac) — село у Теленештському районі Молдови. Входить до складу комуни, адміністративним центром якої є село Негурень.

## Населення
За даними перепису населення 2004 року у селі проживала 21 особа.
Національний склад населення села:
| Національність | Кількість осіб | Відсоток |
| -------------- | -------------- | -------- |
| молдавани      | 10             | 47,6%    |
| українці       | 10             | 47,6%    |
| гагаузи        | 1              | 4,8%     |
| Всього         | 21             | 100%     |